# Сорока Марія Іванівна
Марі́я Іва́нівна Соро́ка (нар. 24 серпня 1952, м. Гродно, Білорусь) — українська співачка, бандуристка, педагог, працює в народному жанрі. Заслужена артистка України (1992). Солістка тріо бандуристок «Червона калина», член Національної спілки кобзарів України, лауреат премії імені Станіслава Людкевича в галузі музичного мистецтва (2006).

## Життєпис
Дитинство провела в м. Заліщики на Тернопільщині. З благословення дядька кобзаря Юрія Даниліва, засновника капели «Карпати» стала бандуристкою. У 1967—1971 роках навчалась у музичному училищі (клас бандури педагога О. Кир'ян-Верещинського). У 1976 закінчила Львівську державну консерваторію імені М. Лисенка (клас бандури В. Герасименка).
Від 1980 року працювала у Львівській школі мистецтв № 5, де вела клас бандури, керувала шкільним ансамблем бандуристів.

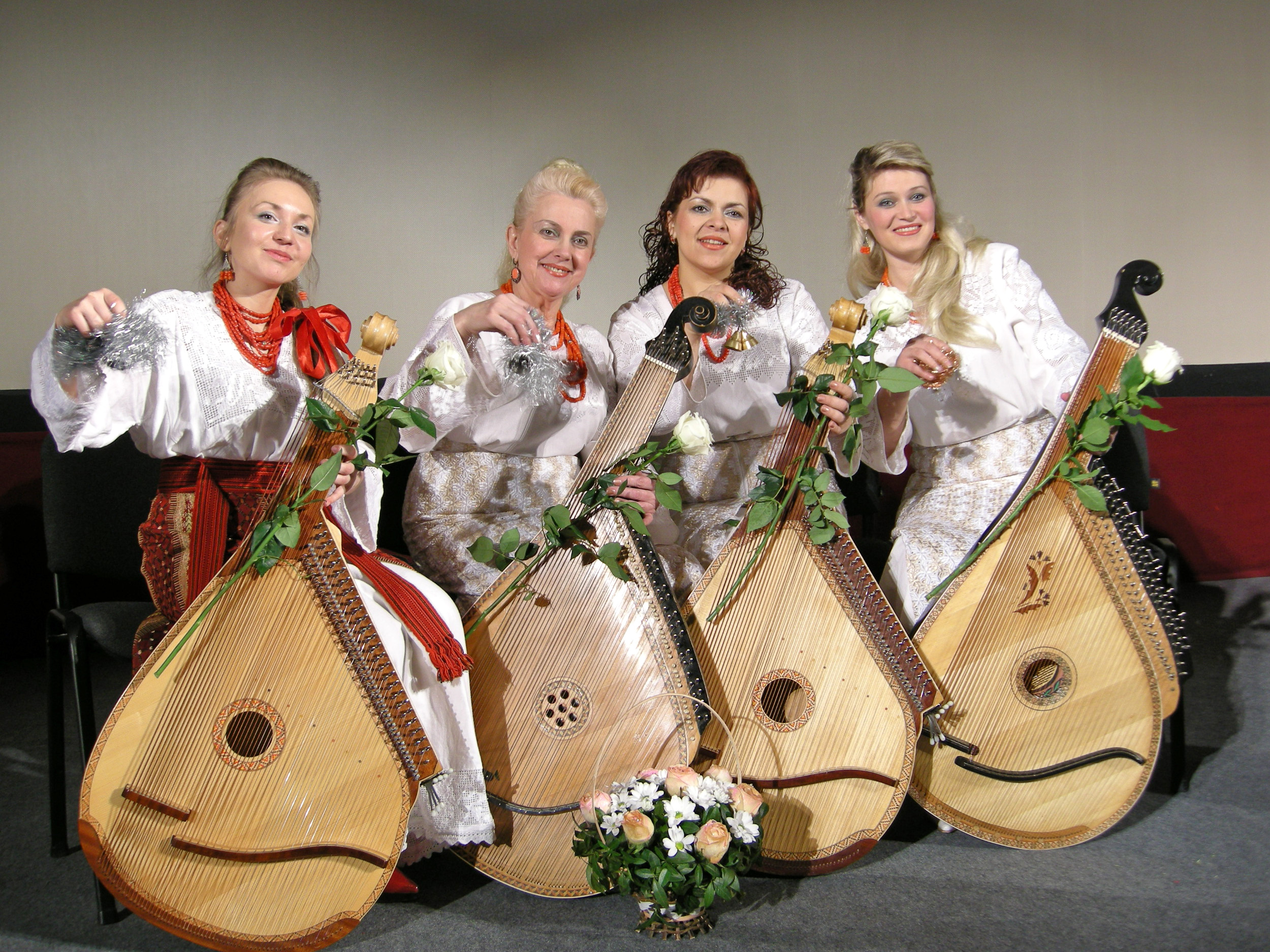
Артистки тріо бандуристок «Червона калина» Наталія Кончаківська, Марія Сорока, Ірина Шуст-Назарчук, Любов Вальчак

У 1981 створила тріо бандуристок «Червона калина», яке багато виступало в Україні, а також у Бельгії, Голландії, Англії. В 1991 і 2011 роках тріо «Червона калина» брало участь в історичному поході, приуроченому 130-й та 150-й річниці перевезення тіла Т. Шевченка із Петербурга в Канів «Останнім шляхом Кобзаря». Тріо «Червона калина» неодноразово виступало на могилі Тараса Шевченка в Каневі, в музеях Тараса Шевченка в Києві та Петербурзі.
Серед учнів Марії Сороки вісімнадцять педагогів по бандурі.

## Творчість
Як солістка-бандуристка виступала в Канаді (1990), творчо співпрацювала з поетесою Марією Чумарною, поетом Богданом Чепурком.
У репертуарі — українські народні пісні, романси, твори композиторів, твори на слова Тараса Шевченка («Колискова», «Тече вода в синє море», музика Федора Жарка, «Ой три шляхи широкії» музика Якова Степового та інші).

### Доробок
Власні твори:
- «Подорожник» (на слова М. Чумарної),
- «На Колимськім морозі» (слова В. Стуса),
- «Заспів».

Збірка:
- Сорока-Будник М. Мої пісні. — Тернопіль: Лілея, 1998. — 44 с.; Співає тріо «Червона калина» упорядник засл. арт. України Марія Сорока. — Львів: Астролябія, 2011. — 56 с.

## Відзнаки
Лауреат та дипломант багатьох конкурсів, премії імені Станіслава Людкевича у галузі музичного мистецтва (2006).